# Cova d'Utroba
La cova d'Utroba, també coneguda com a cova de l'úter, és un santuari de coves prehistòriques a la província de Kardzhali, Bulgària. La cova s'assembla a una vulva humana i data del període traci. Els historiadors creuen que antigament es va utilitzar com a santuari de fertilitat.
Es coneix en búlgar com a Utrobata (Утробата, Bulgarian pronunciation: [oˈtrɔbɐtɐ], lit. 'L'úter') o Peshtera Utroba (Пещера Утроба, [pɛʃtɛˈra oˈtrɔbɐ], 'Cova de l'úter').

## Història
La cova es troba a 20 quilòmetres de la ciutat de Kardzhali prop del poble d'Ilinitsa i data del 480 aC. L'indret també s'anomena "El ventre de la cova" o "cova del ventre" perquè l'entrada té la forma de la vulva d'una dona. L'interior de la cova s'assembla a un úter. La població local també l'anomena "La Roca Esclatant". Els investigadors creuen que l'entrada a la cova era una escletxa, que després va ser ampliada pels humans. Té 3 metres d'alçada i 2,5 metres d'ample i dins de la cova hi ha uns 1,3 metres d'alçada amb un altar que ha estat tallat.
L'arqueòleg Nikolay Ovcharov creu que la cova i l'altar van ser utilitzats pels tracis. Hi ha diversos santuaris tracis trobats a Bulgària. Ovcharov creu que es va usar com a santuari de fertilitat per aquests mateixos tracis. Els llocs "de culte" dels tracis solen estar situats al cim de les muntanyes i tenen aigua corrent. També hi ha aigua constantment corrent a la cova d'Utroba, que flueix des de la cova fins als contraforts.
Hi ha una obertura al sostre que permet que la llum entri a la cova. La llum crea una forma de fal·lus cada dia al migdia, però només arriba a l'altar un dia de l'any. A la meitat del dia, en una determinada època de l'any, la llum que té la forma d'un fal·lus penetra profundament a la cova fins a l'altar. Al febrer o març, la llum pren forma de fal·lus i entra per un forat de l'altar: després la llum parpelleja durant 1-2 minuts. Es creu que la llum penetrant i parpellejant simbolitza la fecundació.
Hi ha parelles sense fills que avui dia van a la cova amb l'esperança que els ajudi a concebre un fill.